# Kuncze Gábor
Kuncze Gábor (Pápa, 1950. november 4. –) magyar politikus, volt országgyűlési képviselő, egykori belügyminiszter, a Szabad Demokraták Szövetsége (SZDSZ) egykori elnöke, emblematikus alakja.

## Tanulmányai
Várpalotán járt általános iskolába, majd 1964-től a kecskeméti Piarista Gimnázium tanulója, ahol 1969-ben érettségizett. Érettségi után egy évig segédmunkás a várpalotai bányában. 1970-ben felvették a Felsőfokú Építőipari Technikumba (1972-től Ybl Miklós Műszaki Főiskola), ahol 1974-ben mélyépítő üzemmérnöki diplomát szerzett. 1980 és 1985 között a Marx Károly Közgazdaságtudományi Egyetem ipari szakán szerzett egyetemi diplomát, majd 1988-ban szakközgazdászi képesítést.

## Pályafutása a rendszerváltás előtt
1974-től a Fővárosi Vízművek műszaki előadója, majd a Közép-magyarországi Közmű- és Mélyépítő vállalat építési művezetője, illetve az Országos Villamos-távvezeték Vállalat beruházási ellenőre volt. Később a Duna-menti Regionális Vízművek építési üzemvezetője. 1983 és 1985 között az Építőipari Gépesítő Vállalat beruházási osztályvezetője, majd ellátási főosztályvezetője. 1985 és 1990 között az Épgépterv gazdasági igazgatóhelyettese volt.

## Közéleti tevékenysége
1989-ben a tököli Falufórum alapítója.

### Pártjában
1992-ben lépett be a Szabad Demokraták Szövetségébe, még ugyanabban az évben az országos tanács tagja lett. 1993-ban országos listavezetővé, a következő évben az SZDSZ ügyvivőjévé választották. 1997-ben elnyerte a párt elnöki tisztét, amiről az 1998-as országgyűlési választás után lemondott, ellenben újra bekerült a párt ügyvivői testületébe. 2001-ben a párt küldöttgyűlése újra elnökké választotta, posztján 2003-ban és 2005-ben megerősítették. 2006. október 19-én bejelentette, hogy nem indul az újraválasztásért, és a következő országgyűlési választást követően visszavonul a politikai életből.

### Országgyűlési képviselőként
Az országos politikai életbe 1990-ben kapcsolódott be, amikor pártonkívüli, de SZDSZ-es jelöltként az országgyűlési választáson először nyerte el a szigetszentmiklósi egyéni választókerületi mandátumot. Ezt az eredményét – a szabadon választott országgyűlés 20 éves története alatt egyedüliként – a következő négy választáson is megismételte.
Az első ciklusban előbb az SZDSZ-frakció közlekedési és hírközlési szóvivője, az Országgyűlés költségvetési, adó- és pénzügyi bizottságának tagja, 1993 és 1994 között a frakció vezetője.
1998-tól 2000-ig pártja ellenzéki képviselőcsoportjának vezetője.
2002-től ismét a szabad demokraták frakcióvezetője, a házbizottság tagja. Tagja volt még a gazdasági és a mezőgazdasági bizottságnak, valamint az egészségügyi bizottságnak alelnökként.

### A kormányban
Az MSZP és az SZDSZ koalíciókötése után 1994 és 1998 között a Horn-kormány belügyminisztere és Horn Gyula miniszterelnök koalíciós helyettese lett. A két párt 2002-ben és 2006-ban alakított kormányaiban már nem vállalt szerepet. 

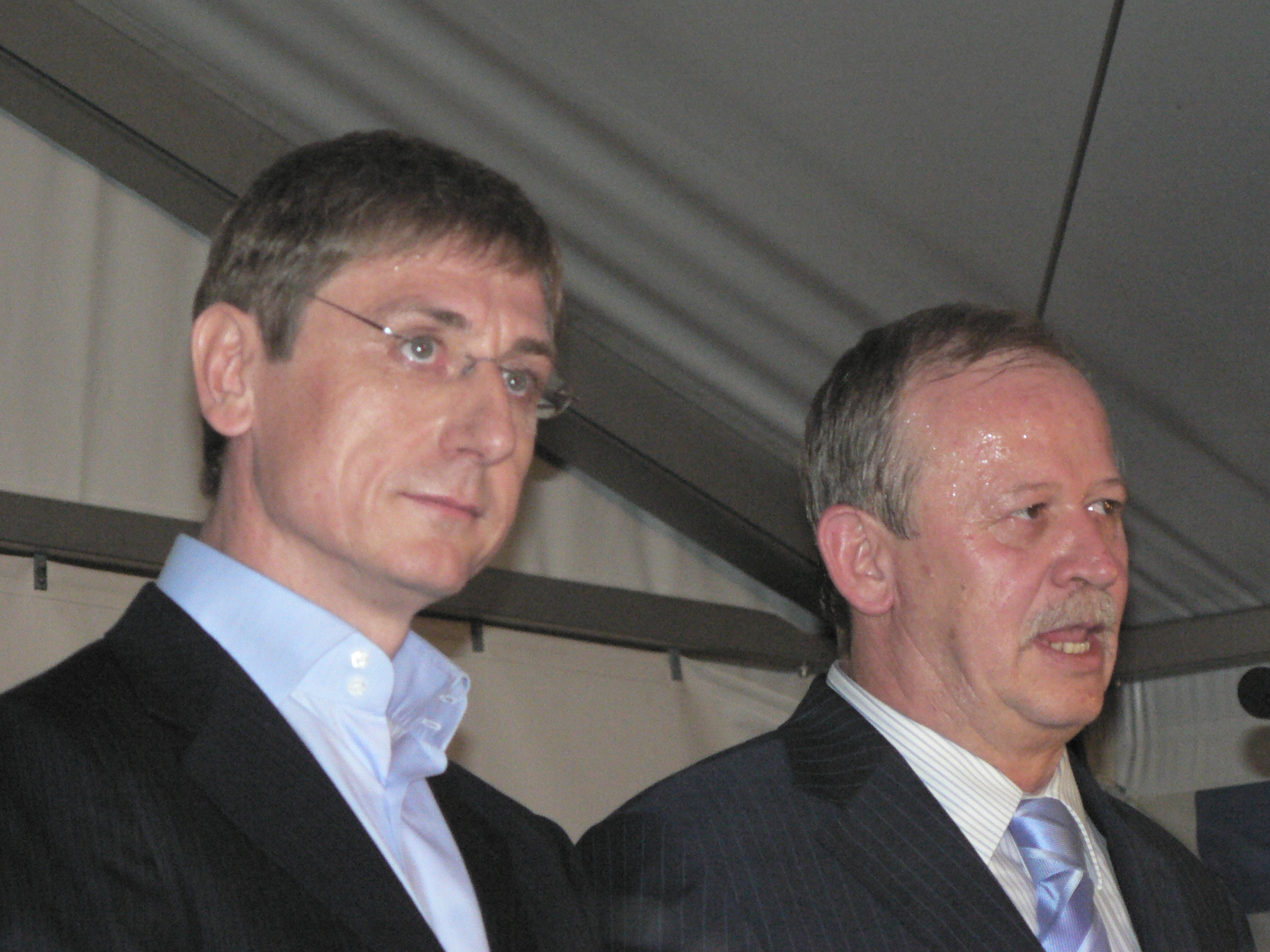
Kuncze Gábor Gyurcsány Ferenccel a liberális sátorban – 2006. április 23.

2009 októberében feloszlatta magát a párt szigetszentmiklósi szervezete, amelynek Kuncze is tagja volt, aki nem újította meg párttagságát, hanem ez év augusztusában több volt SZDSZ-es politikussal megalapította a Szabadelvű Polgári Egyesületet, aminek elnöke lett. A 2010-es országgyűlési választáson nem indult.

### Ellenzéki vezetőként
1998 után az ellenzék egyik vezető politikusaként az Országgyűlésben folyamatosan bírálta az Orbán-kormány munkáját. Kezdeményezte a kétszintű minimálbér bevezetését, melynek értelmében a diplomások legkisebb munkabére az alap minimálbér kétszerese volna, javaslatát azonban a jobboldali többségű Országgyűlés nem tárgyalta. Többször kritizálta a milliárdos közpénzeket költő Országimázs Központ tevékenységét. Számos alkalommal élesen bírálta a Fideszt az állami működés demokratikus garanciáinak fokozatos leépítéséért, és követelte ezek visszaállítását. Sérelmezte az Országgyűlés ritkított, háromhetenkénti ülésezési rendjét.

### A médiában
2008 és 2013 között a Klubrádió műsorvezetője, 2010-ben pedig az ATV képernyőjén is megjelent ebbéli szerepkörben.

## Kritikák
Belügyminisztersége negyedik évében, az 1998-as választás előtt két hónappal máig ismeretlen tettesek meggyilkolták Fenyő János vállalkozót. Másnap, 1998. február 12-én Horn Gyula a kormányülésen kijelentette: „Ami ma Magyarországon van, az nem közbiztonság, nem az, amit elvárnak az állampolgárok. Elfogadhatatlan, hogy naponta történjenek rablások és gyilkosságok.” A koalíciós partner által irányított terület kritikájával így a kisebbik kormánypártra igyekezett tolni a felelősséget; ezzel ugyanakkor az ellenzék mondanivalójára is ráerősített, akik egyébként is a kampány egyik központi témájává tették a közbiztonság kérdését. Elemzők szerint ez is hozzájárult a választási vereséghez.
2006-ban egy kiszivárgott, zárt körű beszélgetésben a rendőrök által 2006. október 23-án bántalmazott Révész Máriusz fideszes országgyűlési képviselőt „Révész Mártíriusznak” nevezte. 2007-ben Kuncze rosszul sikerült viccelődése okán a Mártirius Kft. 120 óriásplakátot ragasztott ki Budapesten, melyen korrupcióval, valamint a rendszerváltás és a liberalizmus lejáratásával vádolták meg. Az alkalmat az SZDSZ-elnök távozása szolgáltatta.
2009 februárjában Kuncze ismét botránykeltő kijelentést tett. A Klubrádióban Gyurcsány Ferenc miniszterelnök tanácsadójával beszélgetett. A műsorban szó esett a rendkívül rossz társadalmi közhangulatról is, mely szerinte teljesen megalapozatlan és megoldásként ciántabletták kiosztását javasolta az elégedetlenkedőknek.

„Kuncze Gábor: (...) nagyon sok embert ismerek, akik összehasonlíthatatlanul jobban élnek, mint tíz-tizenöt évvel ezelőtt, és olyan mély letargiában vannak ettől a rettenetes országtól meg helyzettől, hogy legszívesebben az ember tényleg ciántablettát osztogatna nekik, hogy jussanak már túl a problémájukon. Ami természetesen nem megoldás.
Dessewffy Tibor: És ez azért nagyon nagy baj, hogy a középosztály nem ismeri fel ezt a relatív felfelé lépését, mert azért vannak nagyon sokan, akik tényleg nagy bajban vannak...”

– Részlet a Klub Rádió műsorából

## Családja
Édesapja orvos, édesanyja háztartásbeli volt. Fiatalkorában versenyszerűen kosárlabdázott. Nagyapjának unokatestvére, Kuncze Géza testnevelőtanár honosította meg a kosárlabdát Magyarországon.
1979 óta nős, felesége Fellegi Katalin, matematika-fizika szakos középiskolai tanár.

## Lásd még
- A rendszerváltás utáni magyar kormányok tagjainak listája